# Andropogon lehmannii
Andropogon lehmannii är en gräsart som beskrevs av Pilg.. Andropogon lehmannii ingår i släktet Andropogon och familjen gräs.
Artens utbredningsområde är Colombia. Inga underarter finns listade i Catalogue of Life.